# Saint-Germain-sous-Doue
Saint-Germain-sous-Doue là một xã ở tỉnh Seine-et-Marne, thuộc vùng Île-de-France ở miền bắc nước Pháp.

## Dân số
Người dân ở Saint-Germain-sous-Doue được gọi là Germinois.
Điều tra dân số năm 1999, xã này có dân số là 382.